# Вигнання євреїв з Австрії

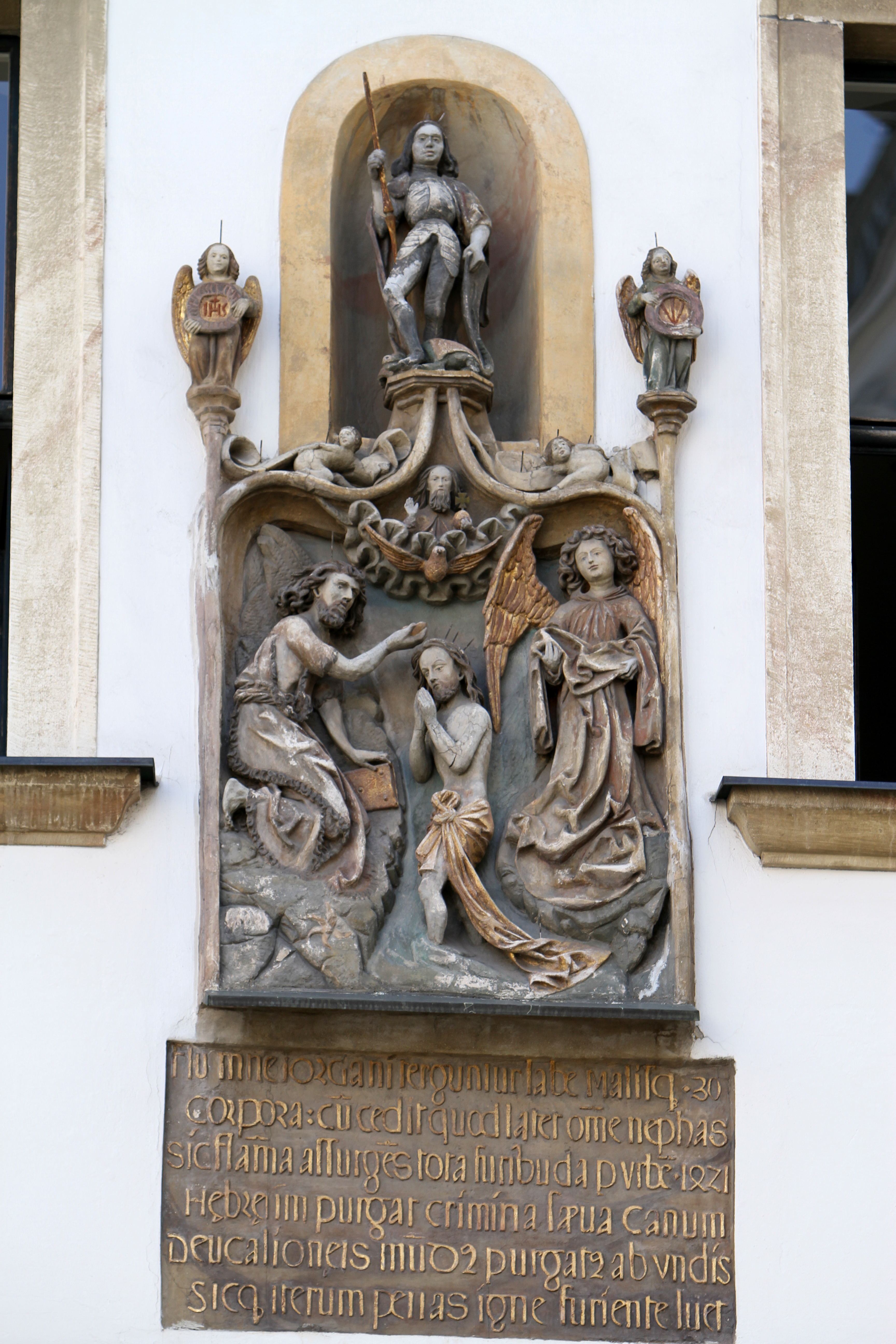
Барельєф з написом про вигнання євреїв з Відня

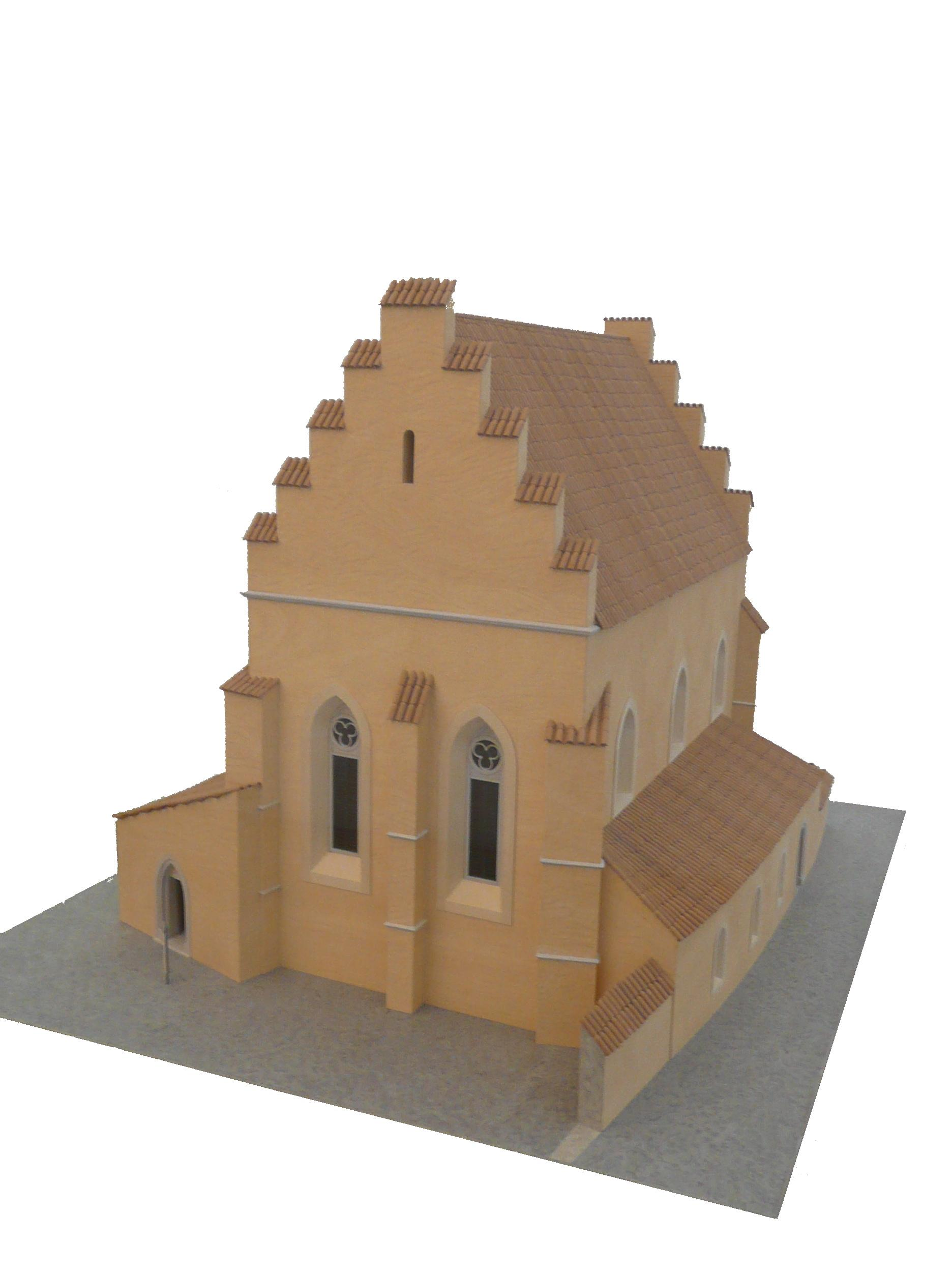
Модель синагоги на Юденплац

Вигнання євреїв з Австрії — кампанія гоніння та дискримінації юдеїв в  Австрійському ерцгерцогстві, початок якій покладено герцогом  Альбрехтом V в 1420.
Завершилася конфіскацією майна,  примусовим хрещенням, руйнуванням синагог, депортацією більшості єврейської діаспори та спаленням у Відні більше 200 юдеїв. Надалі гоніння поширилися й на Моравію.
Найдокладніше події викладені в «Австрійській хроніці» Томаса Ебендорфера і в єврейському джерелі, званому «Віденське гоніння» (лат. Wiener Gesera). При розкопках в районі  Юденплац  у Відні виявлений фундамент зруйнованої синагоги, який тепер перетворено на меморіальний експонат Єврейського музею Відня .
Іншим нагадуванням про ті події є латинський напис готичним шрифтом на християнському барельєфі, що передає моральну атмосферу того часу:
 Хрещенням в річці Йордан тіла очищаються від хвороби та зла, і всі таємні гріхи тікають. Так полум'я, що люто зайнялося в 1421 по всьому місту, очистило його від жахливих злочинів єврейських псів. Як одного разу світ був очищений водою, так тепер він був очищений вогнем 